# 郑备
郑备（1971年7月—），女，汉族，四川成都人，中华人民共和国政治人物。

## 生平
郑备长期在四川省计划委员会（省发展计划委、省发改委）任职，2014年外放出任中共遂宁市委副书记。2018年转任四川省妇女联合会主席。2020年，转任四川省发展和改革委员会主任、党组书记。
2023年1月，出任四川省人民政府副省长。
2024年5月，调入中央，任中华人民共和国国家发展和改革委员会副主任。